# Su-7 (1944)
Su-7 (ros. Су-7) – radziecki prototypowy myśliwiec konstrukcji Pawła Suchoja będący zmodernizowaną wersją szurmowego samolotu Su-6, w którym obok klasycznego napędu tłokowego użyto przyspieszacza rakietowego RD-1. Projekt nie wyszedł poza etap badań w locie.

## Historia
Bardzo dobre parametry lotu jakimi charakteryzował się szturmowy Su-6 zachęciły Suchoja do rozpoczęcia prac nad myśliwską wersją samolotu. Pierwsze rysunki techniczne tej wersji maszyny powstały 25 lutego 1942 roku. Miał to być silnie opancerzony samolot myśliwski - niszczyciel nieprzyjacielskich bombowców. Próby zmodyfikowanego do wypełniania tego typu zadań samolotu Su-6 przeprowadzano do września 1943 roku. Problemy z silnikiem i instalacją hydrauliczną sterowania podwoziem zakończyły cały projekt. Obok opancerzonego myśliwca Suchoj przygotował również projekt wersji wysokościowej oznaczonej jako Su-6GK, którą następnie rozwinął w projekcie Su-7M-71F. Miała być to maszyna napędzana silnikiem M-71F z dwoma turbosprężarkami TK-3. Przewidywano, że nowy samolot osiągnie maksymalną prędkość 636 km/h, pułap 12 500 metrów i zasięg 1240 km. Uzbrojenie samolotu miało składać się z dwóch działek SzWAK-20. Problemy z dostępnością silnika M-71F zmusiły Suchoja do przeprojektowania samolotu pod kątem zastosowania słabszego silnika M-82FN 2TK-3. Aby jednak osiągnąć zakładane parametry zdecydowano się również na uzupełnienie napędu tłokowego przyspieszaczem rakietowym RD-1 zamontowanym z tyłu kadłuba. 30 maja 1944 roku ludowy komisarz przemysłu lotniczego wydał decyzję o budowie tak zmodyfikowanego samolotu. Przewidywano, że maszyna na wysokości 7000 metrów osiągnie maksymalną prędkość 590 km/h a przy użyciu dodatkowego przyspieszacza – 700 km/h. Samolot oznaczony jako Su-7/82G miał być zdolny do lotu na wysokości 10 000 metrów bez włączonego przyspieszacza przez 1 godzinę 40 minut. Zakładano, że Su-7 będzie gotowy do prób 1 września 1944 roku. Opóźnienia w dostawie przyspieszaczy sprawiły, że samolot ukończono dopiero 25 listopada 1944 roku. 19 grudnia tego samego roku wykonano pierwsze kołowania bez odrywania się od ziemi a 11 stycznia 1945 samolot po raz pierwszy oderwał się od ziemi. Pierwsze loty miały na celu sprawdzenie działania turbosprężarek, ich użycie powodowało wydobywanie się silnych płomieni z układu wydechowego silnika tłokowego, zagrażających strukturze całego płatowca i 26 stycznia dalsze próby przerwano. Podjęto decyzję o przebudowie układu wydechowego i wyłączeniu turbosprężarki. 31 stycznia przeprowadzono na ziemi pierwsze próby przyspieszacza rakietowego, a 18 lutego 1944 roku samolot odbył pierwszy lot z jego użyciem. 23 lutego tego samego roku podczas lotu RD-1 eksplodował w powietrzu, pomimo uszkodzeń pilot zdołał bezpiecznie sprowadzić samolot na ziemię. 14 lipca maszyna otrzymała nowy przyspieszacz ze zmodyfikowanym układem zapłonu RD-1ChZ. Nieustające problemy z silnikiem tłokowym sprawiły, że badania w locie rozpoczęto dopiero 12 października, kontynuowano je do 19 grudnia 1944 roku. Ciągłe problemy z silnikiem i przyspieszaczem (w sumie wybuchł dwa razy a wymieniano go pięciokrotnie) i nadchodząca era samolotów odrzutowych sprawiły, że awaryjny Su-7 ze skomplikowanym i zawodnym układem napędowym nie znalazł się w produkcji seryjnej. W sumie maszyna wykonała 18 lotów w czasie 9 godzin.